# تصنيف المملكة المتحدة للأغاني المنفردة

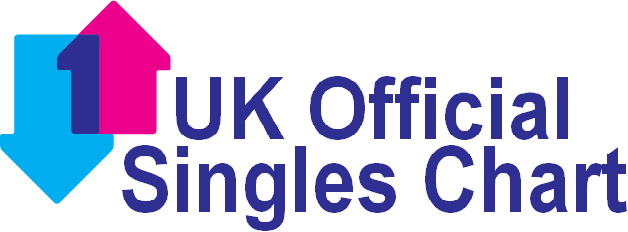

تصنيف الأغاني المنفردة المملكة المتحدة (بالإنجليزية: UK Singles Chart)‏ هي مجموعة تابعة لشركة شركة أوفيشال تشارتس، تختص بعرض أفضل التسجيلات من الأغاني في المملكة المتحدة من حيث المبيعات في كل أسبوع وقد تم تأسيسها في سنة 1969.

## وصلات خارجية
- الموقع الرسمي